# Aruachi
Gli Aruachi (anche aruak o arawak, arahuacos o aruacos in spagnolo; da aru, ovvero fiore di manioca), rappresentano, secondo alcuni, la famiglia linguistica dei popoli amerindi pre-colombiani con maggiori diversità linguistiche, essendo stanziati dai Caraibi fino al nord dell'Argentina.
Si tratta di una popolazione indigena delle regioni centromeridionali dell'America meridionale. I nuclei più consistenti vivono in Venezuela, in Colombia e nel Brasile nord-occidentale. Gli Aruachi sono i tipici rappresentanti della cultura amazzonica.

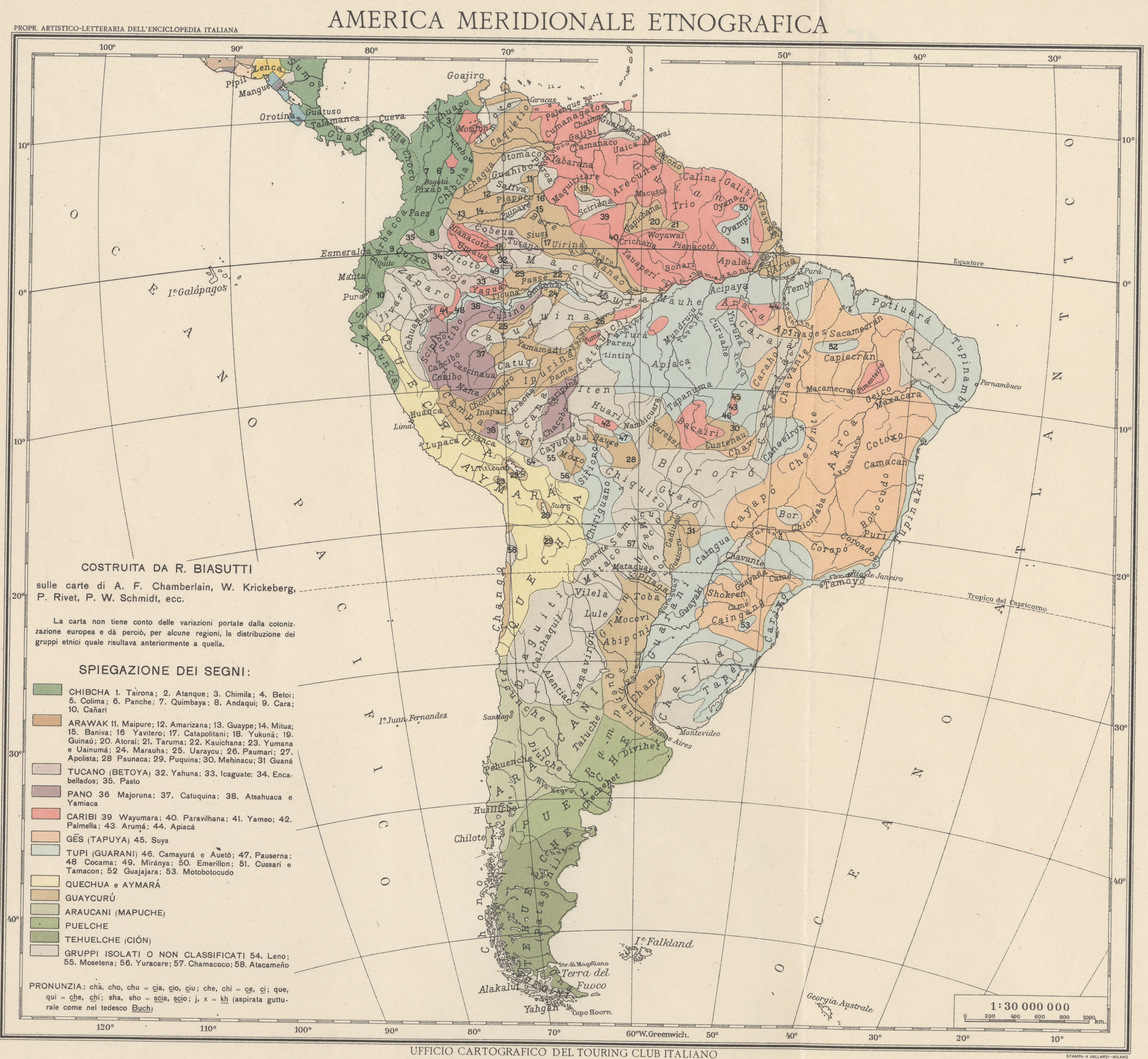
Mappa etnografica del Sud America nel 1937. La distribuzione degli Aruachi (Arawak) è evidenziata in marrone.

Tra questi popoli si distinsero i Taino, che si erano insediati nelle Grandi Antille, tra cui i Lucaiani (alle Bahamas) e i Bimini (in Florida). Vi erano poi i Nepoya e i Suppoyo nell'isola di Trinidad e gli Igneri, che si pensa avessero preceduto i Caribi nelle Piccole Antille assieme ad altre etnie, tra cui i Lokono, che si erano stabiliti lungo le coste orientali dell'America meridionale fino ad arrivare ai confini dell'attuale Brasile.
Appartengono alla famiglia linguistica arawak. Erano i nativi che Cristoforo Colombo incontrò quando sbarcò nelle Americhe. Gli spagnoli li descrissero come un popolo pacifico e gentile, nonostante i pregiudizi dell'epoca li classificassero automaticamente come ostili. Gli Arawak furono ridotti in schiavitù da Cristoforo Colombo e dai suoi successori spagnoli e impiegati in grandi latifondi chiamati encomiendas. Erano costretti a lavorare a ritmi massacranti e morivano a migliaia. Nel 1515 rimanevano circa cinquantamila Arawak; nel 1550 si erano ridotti a cinquecento. In una relazione del 1650 si scrive che sull'isola di Hispaniola non rimaneva nemmeno un Arawak.
Sono di origine Arawak parole entrate nell'uso comune in molte lingue, compreso l'italiano: canoa, colibrì, caimano, amaca, ecc. Arawak è anche il nome usato per designare una particolare varietà della pianta di pomodoro.

## Cultura
Gli Arawak praticavano una religione animista che prevedeva il culto di elementi della natura, quali il sole e gli alberi, e di eventi atmosferici, quali la pioggia e i tuoni. La loro struttura sociale si basava su clan guidati da un capo militare e spirituale, denominato cacicco. I villaggi erano costituiti da un grande capannone centrale di uso comune, circondato da piccole capanne quadrate per uso privato.
Essendo un popolo pacifico, dedito soprattutto all'agricoltura, furono soggiogati dai Caribi che, secondo alcune fonti storiche, sterminarono gran parte degli uomini e risparmiarono le donne. Le lingue dei due popoli si sono parzialmente fuse; sono soprattutto le donne a tenere viva quella degli Arawak.
Tra le espressioni artistiche più significative si ricordano la ceramica, le sculture in pietra e le statue in legno. La ceramica tradizionale era tendenzialmente elegante, i vasi avevano decorazioni con disegni curvilinei su fondo rosso. Grande perizia hanno mostrato gli artigiani locali nella lavorazione della pietra, producendo "collari" di forma ellittica e pietre a tre punte rappresentanti una figura umana. Le statuette in legno di figure umane evidenziano una buona conoscenza dell'anatomia.

## Nome
I primi esploratori e amministratori spagnoli usavano i termini Arawak e Caribs per distinguere i popoli dei Caraibi, con Carib riferito ai gruppi indigeni che consideravano ostili e Arawak a quelli amichevoli.
Nel 1871 l'etnologo Daniel Garrison Brinton propose di chiamare la popolazione caraibica "Isola Arawak", viste le somiglianze culturali e linguistiche con la terraferma Arawak. Gli studiosi successivi hanno abbreviato questo nome convenzionale in "Arawak", creando confusione tra i gruppi dell'isola e della terraferma. Nel XX secolo scienziati come Irving Rouse hanno ripreso a usare "Taíno" per il gruppo caraibico per sottolineare la loro cultura e lingua distinte.

## Storia
Le lingue arawak potrebbero aver avuto origine della valle dell'Orinoco. Successivamente ebbero un'ampia diffusione, diventando di gran lunga la famiglia linguistica più estesa del Sud America al momento del contatto con gli europei, con parlanti residenti in varie aree lungo i fiumi Orinoco e Rio delle Amazzoni e i loro affluenti. Il gruppo che si autoidentificò come Arawak, noto anche come Lokono, popolava le aree costiere di quella che oggi è Guyana, Suriname, Grenada, Bahamas, Giamaica e parti delle isole di Trinidad e Tobago.
Michael Heckenberger, un antropologo dell'Università della Florida che ha contribuito a fondare il Central Amazon Project, e il suo team hanno trovato ceramiche elaborate, villaggi ad anello, campi rialzati, grandi tumuli e testimonianze di reti commerciali regionali, tutti indicatori di una cultura complessa. Altre prove dimostrano che gli Arawak hanno modificato il suolo usando varie tecniche, come l'aggiunta di carbone per trasformarlo in terra nera, ancora oggi famosa per la sua produttività. Secondo Heckenberger, la ceramica e altri tratti culturali mostrano che queste persone appartenevano alla famiglia linguistica arawak, un gruppo che comprendeva i Taino.
A un certo punto la cultura Taíno di lingua arawak si affermò nei Caraibi. Sono stati presentati due modelli principali per spiegare l'arrivo degli antenati Taíno nelle isole; il modello "Circum-Caribbean" suggerisce un'origine nelle Ande colombiane legate al popolo Arhuaco, il modello amazzonico sostiene un'origine nel bacino amazzonico, dove si svilupparono le lingue arawak. I Taino furono tra i primi americani a incontrare gli europei. Cristoforo Colombo visitò numerosi isole e domini nel suo primo viaggio nel 1492, seguito nel 1493 dall'istituzione del primo porto permanente, La Navidad su Hispaniola. Alcuni dei capi Taíno di livello inferiore sembravano aver assegnato agli esploratori un'origine soprannaturale. Le relazioni tra gli spagnoli e i Taíno alla fine presero una brutta piega: quando Colombo tornò a La Navidad, scoprì che l'insediamento era stato bruciato e tutti i 39 uomini che aveva lasciato lì erano stati uccisi.
Con l'istituzione di un secondo insediamento, La Isabella, e la scoperta di giacimenti d'oro sull'isola, la popolazione dei coloni su Hispaniola iniziò a crescere notevolmente, mentre le malattie e il conflitto con gli spagnoli uccidevano decine di migliaia di Taíno ogni anno. Nel 1504 gli spagnoli rovesciarono l'ultimo dominio cacicco di Taíno su Hispaniola e stabilirono la supremazia sugli ormai soggiogati Taíno. Nel decennio successivo i coloni spagnoli compirono il genocidio del rimanente popolo Taíno su Hispaniola, che subì schiavitù, massacri o esposizione a malattie. La popolazione di Hispaniola al momento del primo contatto con gli europei era stimata tra diverse centinaia di migliaia e oltre un milione di persone; nel 1514 scese a soli 35 000. Nel 1509 gli spagnoli conquistarono Porto Rico e soggiogarono i circa 30 000 abitanti Taíno. Nel 1530 vi sopravvivevano 1 148 Taíno.
L'influenza Taíno è giunta fino a oggi nelle religioni, nelle lingue e nella musica delle culture caraibiche. I Lokono e altri gruppi sudamericani resistettero alla colonizzazione per un periodo più lungo: tutto il XVI secolo. All'inizio del XVII secolo si allearono con gli spagnoli contro la vicina Kalina (Caribe), che si schierò con gli inglesi e olandesi. All'inizio del XIX secolo i Lokono beneficiarono del commercio con le potenze europee, ma in seguito subirono cambiamenti economici e sociali, inclusa la fine dell'economia delle piantagioni. La loro popolazione andò diminuendo fino al XX secolo, quando ricominciò ad aumentare.
La maggior parte degli Arawak delle Antille si estinse dopo la conquista spagnola. In Sud America i gruppi di lingua arawak sono diffusi dal sud-ovest del Brasile alle Guiane nel Nord e appartengono ad un'ampia gamma di culture. Vivono principalmente nelle aree della foresta tropicale a nord dell'Amazzonia. Come per tutti gli indigeni amazzonici, l'insediamento degli europei ha portato al cambiamento culturale e allo spopolamento tra questi gruppi.

## Popolazione moderna e discendenti
Gli spagnoli, che nel 1492 arrivarono alle Bahamas, Cuba e Hispaniola (oggi Haiti e Repubblica Dominicana) e successivamente a Porto Rico, portarono nelle prime spedizioni poche donne. Molti esploratori e i primi coloni violentarono le donne Taíno, che diedero alla luce bambini meticci. Nel corso delle generazioni successive la popolazione Taíno continuò a mescolarsi con spagnoli e altri europei, così come con altri indigeni e schiavi africani. Oggi numerosi discendenti di razza mista si identificano ancora come Taíno o Lokono.
Nel XXI secolo circa 10 000 Lokono vivono principalmente nelle zone costiere di Venezuela, Guyana, Suriname e Guyana francese; altri Lokono sono presenti un un'area più ampia. A differenza di molti altri gruppi indigeni del Sud America, la popolazione di Lokono negli anni 1990 stava crescendo.

## Galleria d'immagini

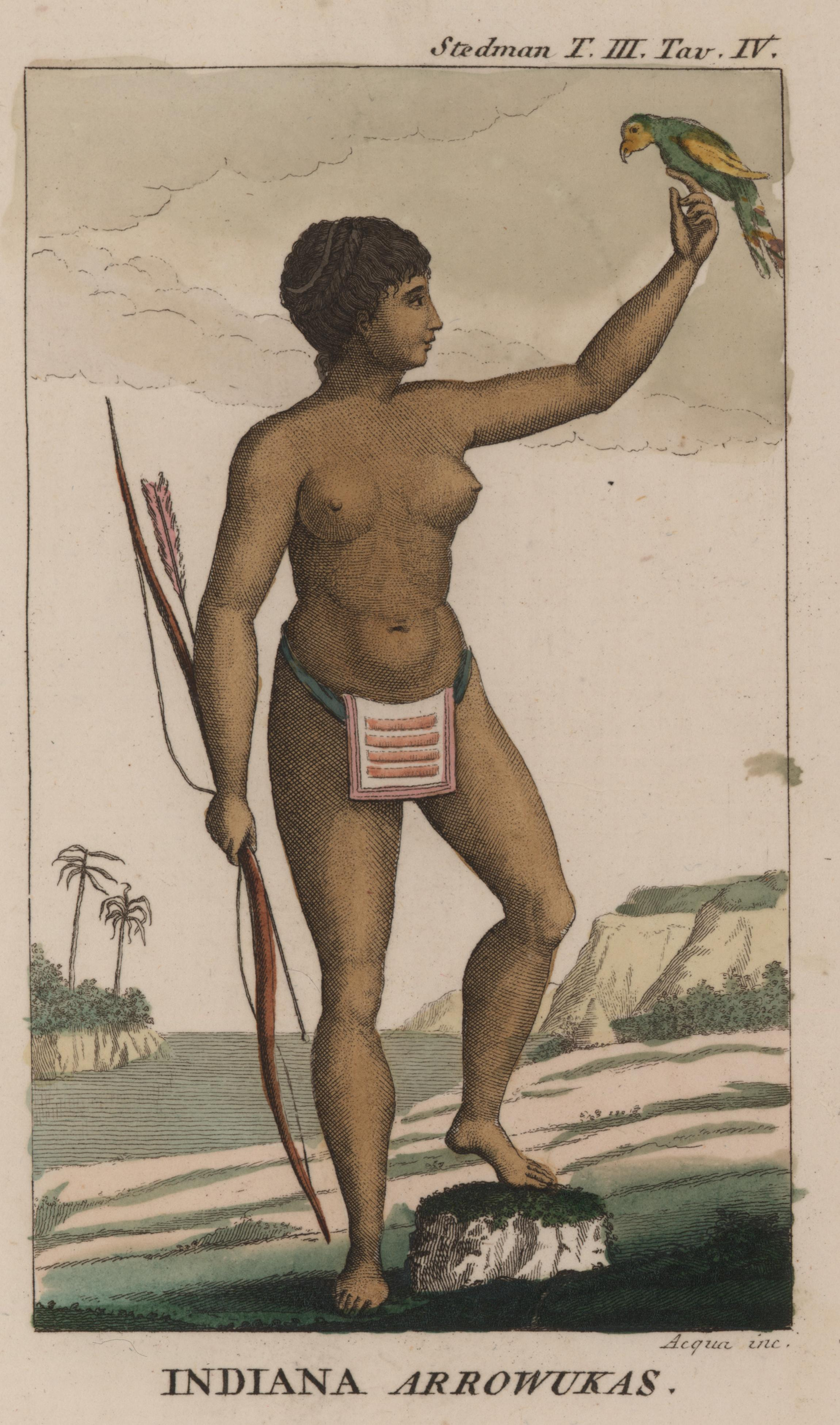
Donna Arawak di John Gabriel Stedman, che indossa un perizoma di perline intrecciate
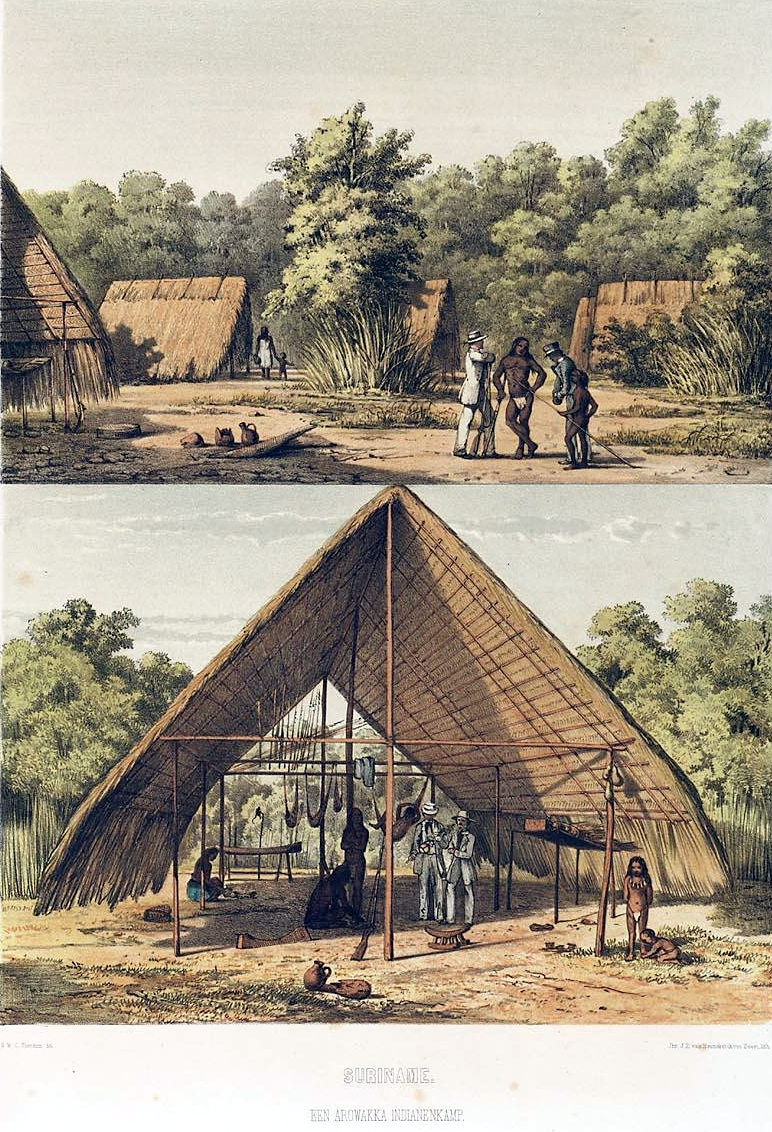
Villaggio di Arawak (1860)
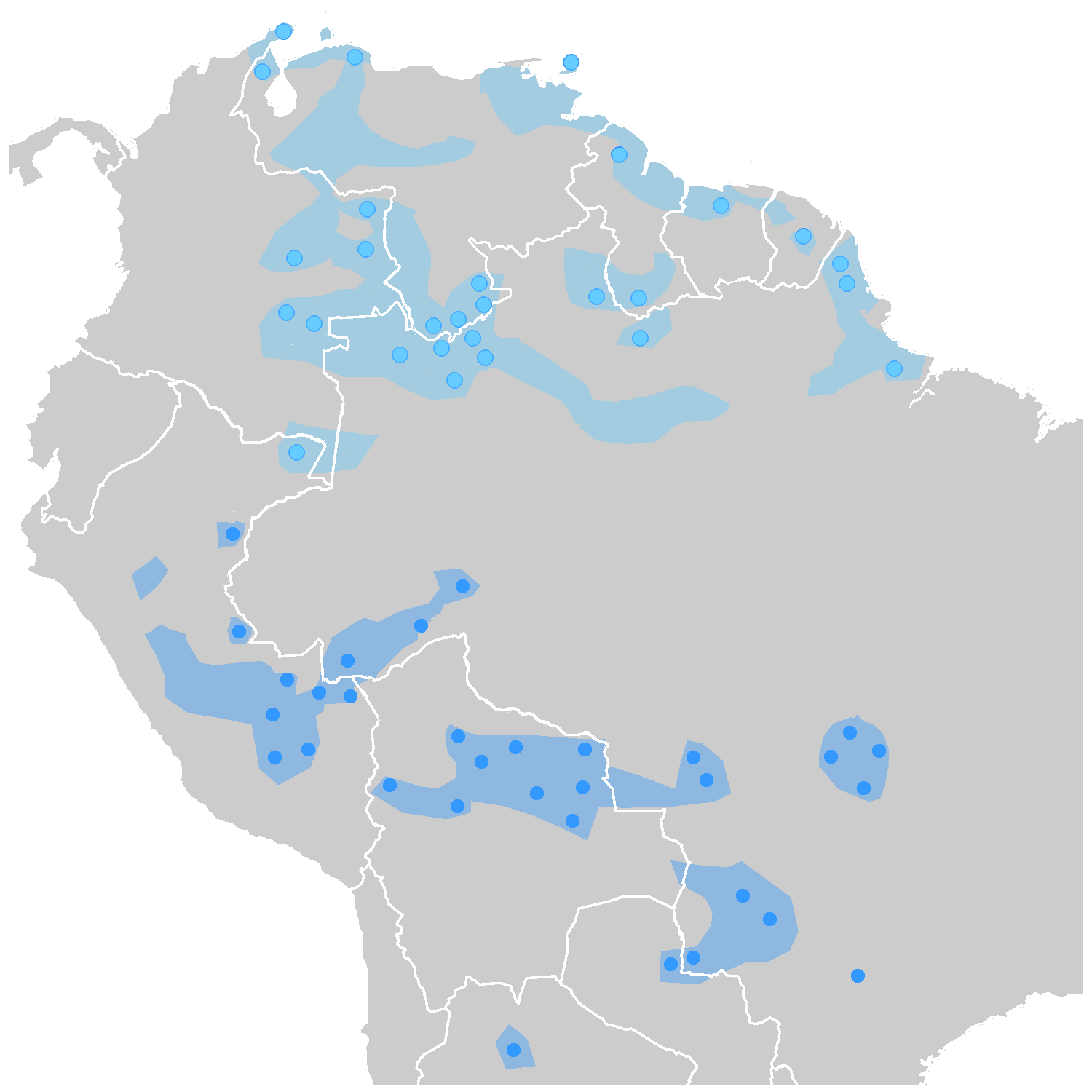
Lingue Arawakan in Sud America. Le lingue Arawakan settentrionali sono colorate in azzurro, mentre le lingue Arawakan meridionali sono colorate in blu scuro.
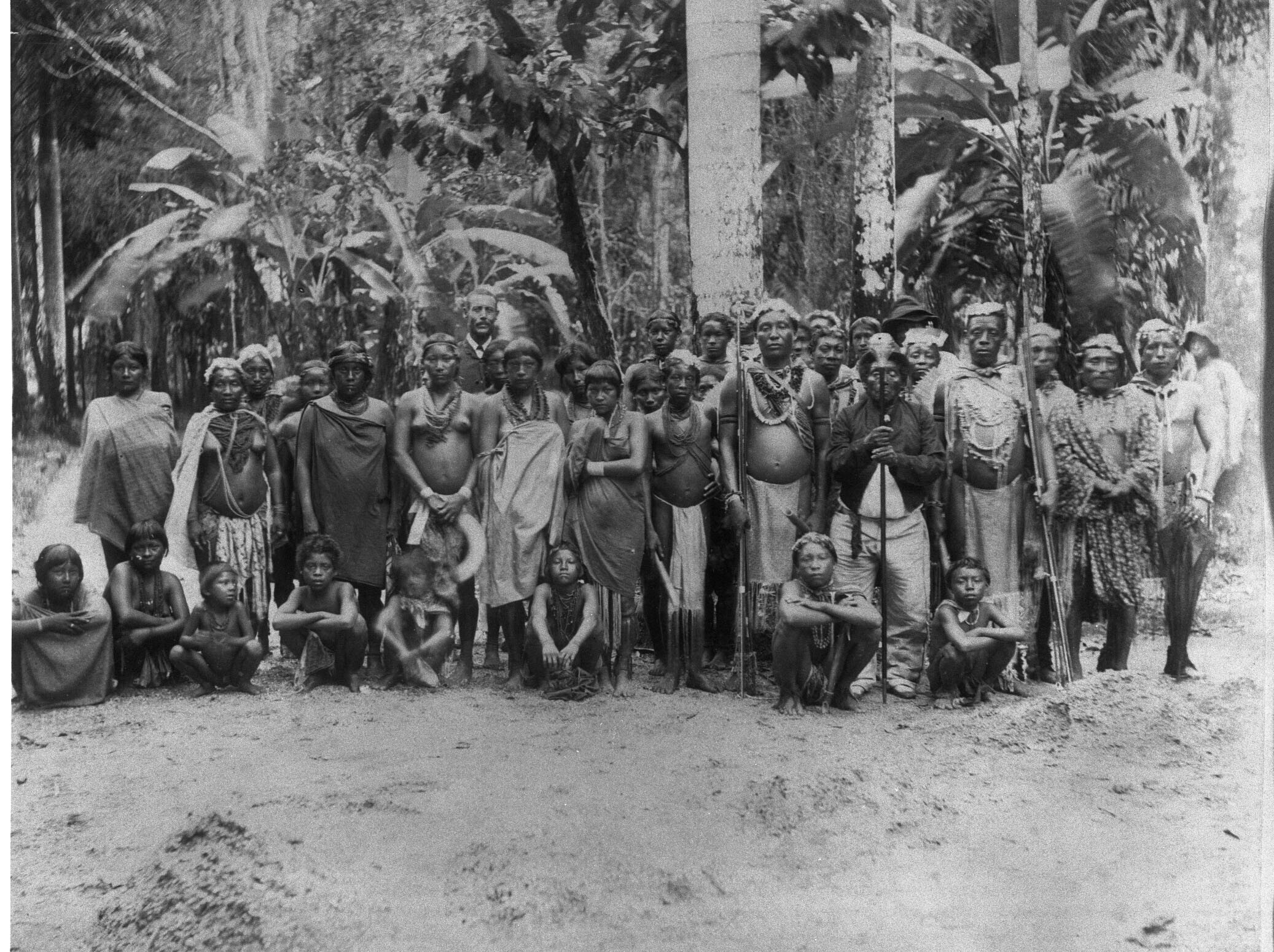
Il popolo Arawak si riunì per un'udienza con il governatore olandese a Paramaribo, Suriname, 1880